# Affaire du bazooka
Pour les articles homonymes, voir Bazooka (homonymie).
L'affaire du bazooka est un scandale politique français lié à un attentat contre la vie du général français Raoul Salan mené à Alger, le 16 janvier 1957, pendant la guerre d'Algérie.

## Contexte
Raoul Salan est l'officier le plus décoré des Forces armées françaises. Il est le commandant interarmées à Alger depuis quelques semaines. En défenseur de l'Algérie française, il s'oppose fermement à toute velléité indépendantiste en Algérie. Il travaille chaque jour dans le bâtiment qui abrite le commandement de la Xe région militaire, place d'Isly, à Alger. Tous les soirs, vers 19h, il reste dans son bureau pour signer son courrier.

## Circonstances
Le 16 janvier 1957, à 18h40, Salan quitte son bureau pour se rendre chez le ministre résidant, Robert Lacoste, qui l'a convoqué pour un entretien. Vingt minutes plus tard, à 19h, deux roquettes sont tirées par Philippe Castille contre le bâtiment militaire depuis l'immeuble voisin.
Du fait de son absence, le général Salan échappe au tir. Toutefois, une des deux roquettes explose dans le bureau du cabinet militaire, tuant le commandant et chef de cabinet Robert Rodier (né en 1906), qui est l'un des plus proches collaborateurs de Salan. Sa fille de dix ans est blessée par des éclats de verre.

## Conséquences

### Réactions de l'opinion
L'attentat provoque un choc, dans toute l'Algérie comme en métropole. Elle détériore la confiance de l'armée envers la République, et les débats parlementaires se font virulents. Les partisans de l'Algérie française utilisent l'affaire pour critiquer le gouvernement de Guy Mollet.

### Réaction de Charles de Gaulle
Plus tard, Charles de Gaulle et Salan échangent sur l'affaire. Le général de Gaulle lui dit : « Alors, Salan, cette affaire de bazooka... Sans doute faut-il voir son origine dans les sanctions que vous avez infligées à des soldats, en Indochine, et qui, depuis, vous en voulaient ». Salan nie : « Non, mon général, il ne s'agit nullement de gars d'Indochine, ils me sont bien trop attachés, mais d'une sordide affaire politique. Lorsque le procès aura lieu, croyez-moi, vous en découvrirez vous-même toute la gravité ».

### Mise en cause de Michel Debré
Michel Debré rend visite au ministre François Mitterrand pour lui demander que son immunité parlementaire ne soit pas levée, comme le réclame le procureur général d'Alger. René Coty, Guy Mollet et lui acceptent d'un commun accord.

## Enquête

### Investigation immédiate
Une enquête est lancée par un juge d'instruction quelques minutes après l'explosion. Le « lanceur »
de l’arme de l'attentat, surnommé le « bazooka », est retrouvée dans un immeuble situé en face du bâtiment. Il s'agit en fait d'un engin artisanal, constitué de deux tuyaux de fonte, sur lequel a été monté un dispositif électrique de mise à feu. 
Le ministre résident Lacoste, qui se méfie de la police algéroise, confie l'enquête à des fonctionnaires venus de Paris. 

### Investigation policière
La Sûreté urbaine d'Alger, un corps de police chargé des enquêtes criminelles, examine l'engin. Dans un rapport du 8 février 1957, elle remarque que le fil électrique utilisé dans le « bazooka » est formé de 14 brins, là où la norme est 19 brins. Elle se lance dans une recherche pour identifier qui, à Alger, vend des fils électriques de 14 brins.
Ainsi aiguillée, la première enquête rapide menée par la police sur place aboutit à découvrir que les commanditaires sont, non pas des militants autochtones en faveur de l'indépendance de l'Algérie du Front de libération nationale, ou encore des militants communistes, mais des Français en faveur de l'Algérie française. Le commanditaire, René Kovacs, est un médecin et hypnotiseur algérois, fondateur d'un groupement d'extrême-droite appelé ORAF, et militant pour l'Algérie française. L'artificier est le parachutiste Philippe Castille, secondé par Michel Fechoz et plusieurs co-auteurs.
Kovacs est interrogé par la police. Il reconnaît son appartenance à l'ORAF, et explique que l'attentat avait pour objectif de renverser le gouvernement en place, et qu'il faisait partie d'un complot qui se tramait depuis Paris. Il voulait à ce titre remplacer Salan, le « bradeur de l'Indochine », par le général René Cogny, sympathique aux gaullistes. Ce dernier était alors réputé être plus déterminé à conserver les départements d'Algérie au sein de la République française.

### Mise en cause de hautes personnalités
Le 11 février 1957, un nouveau document est produit par les services de police à l'issue des auditions des trois suspects. Le document soutient que « l'attentat était la première manifestation d'un complot contre la sûreté intérieure de l’État ». L'objectif était, selon les aveux des suspects, « l'instauration à Paris d'un gouvernement de salut public ou d'union nationale grâce à la neutralisation du Parlement susceptible d'être opérée par M. le député Pascal Arrighi en ce qui concerne l'Assemblée nationale et par M. Michel Debré pour le Conseil de la République », qui est le nom du Sénat d'alors. Selon les aveux récoltés, « C'est M. Jacques Soustelle qui devait prendre, pour une période de deux ans, la tête de ce gouvernement de salut public, auquel il était question que succède une dictature, celle du prince Napoléon étant envisagée ».
Kovacs met en cause des personnalités de premier plan de la vie politique française de l'époque. Le complot aurait été ourdi par des hommes politiques réunis dans un « comité des six ». Ce comité compterait le député corse Pascal Arrighi, le sénateur gaulliste Michel Debré, un certain monsieur Giscard-Monservain (contraction des noms des députés Valéry Giscard d'Estaing et Roland Boscary-Monsservin), le général Jacques Faure, et Jacques Soustelle. Kovacs n'apporte toutefois pas de preuves. 
L'enquête n'aboutira jamais. Pour Kovacs c'est Alain Griotteray qui aurait laissé entendre aux auteurs de l'attentat que la disparition de Salan aplanirait les difficultés.

## Jugement
Le parquet de droit commun est d'abord saisi, mais il se dessaisit et transfère l'affaire au parquet militaire. Cela fait l'objet d'une protestation du ministre de l'Intérieur, François Mitterrand.
Le procès commence en juillet 1958.
Lors de l'audition, Michel Debré assure n'avoir jamais appartenu au « comité des six » et soutient qu'il s'agit d'une manœuvre politique contre sa personne.
Kovacs est condamné à mort par contumace, ayant fui en Espagne. Fechoz et Tronci sont condamnés à six ans de prison, et Gaffory et Della-Monica, à cinq ans. Philippe Castille, qui avait tiré le coup, est condamné, quant à lui, à douze ans de réclusion criminelle,

## Postérité

### Attentat de l'Observatoire
Cette affaire resurgit deux ans plus tard, en 1959, peu après l'attentat de l'Observatoire. François Mitterrand évoque, pour sa défense, l'affaire en déclarant que Michel Debré lui avait demandé d'étouffer l'affaire. Ce dernier nie la réalité de cette intervention.
Une fois devenu président de la République française, François Mitterrand déclarera à Georges-Marc Benamou que l'affaire de l'Observatoire avait été montée par Debré pour se venger de lui après l'affaire du bazooka.

### Amnistie
Les protagonistes de l'affaire sont amnistiés en 1968.

### Déclarations ultérieures
Dans ses mémoires, Salan déclara que Michel Debré était bien le commanditaire de l'attentat, mais sans avancer de preuves.
Dans un livre publié en 1988, où il se confesse à Bob Maloubier (ancien du 11e Choc), Castille écrit que le comité des Six avait pour objectif de faire disparaître le « socialiste et franc-maçon » Salan, afin de mettre à sa place René Cogny. Celui-ci aurait pris le pouvoir à Alger, et aurait fait revenir aux affaires le général de Gaulle.
Griotteray, qui a fui en Espagne, bénéficie d'un non-lieu. Devant Georges-Marc Benamou, il[Qui ?] continue de nier sa participation au complot, mais dit : « En vérité, l'occasion ce n'était pas le bazooka, vous faites fausse piste. Les activistes algérois se sont trompés, eux aussi... La véritable occasion avait été manquée le jour des obsèques d'Amédée Froger.
C'est à ce moment-là qu'une action décisive aurait dû avoir lieu. Debré en était convaincu ».

### Dans la fiction
Alain Cavalier reprend pour son premier film Le Combat dans l'île la trame d’un attentat au bazooka fomenté par un groupuscule d’extrême-droite, mais en plein Paris et contre un député d’opposition.
L'affaire du bazooka fait l'objet d'une intrigue dans le roman de Patrick Rotman, Un homme à histoires.